# Bibelcode
Der Begriff Bibelcode (auch bekannt als Tora-Code) bezeichnet die Annahme, dass es im Text der Bibel versteckte, aussagekräftige Textkonstellationen gibt. Diese Art der Codierung wird dem Gebiet der Steganographie zugeordnet. Allerdings lassen sich für die behaupteten Bibelcodes weder ein „Generalschlüssel“ noch eine Systematik oder ein Schema bestimmen, mit dem sich Informationen gezielt auffinden ließen; daneben ist die zugrundeliegende Textbasis unsicher. Daher gilt die These sowohl aus historischer wie mathematischer Perspektive als widerlegt. 

Hier werden die Buchstaben der englischen Übersetzung der Genesis 26:5–10 in einem 21-Spalten-Gitter angeordnet, um die Worte „Bible“ und „code“ zu finden. Andere Anordnungen würden andere Wörter liefern.

## Hintergrund
Der Ausdruck Bibelcode wurde durch die gleichnamige Publikation des Journalisten Michael Drosnin geprägt, bezeichnet jedoch eine Methode, die als Equidistant Letter Sequence (abstandsgetreue Buchstabenfolge, kurz ELS) bezeichnet wird (vgl. auch Intervallcode). Bei dieser Methode wird von einem Ausgangspunkt im Textkorpus eine frei definierbare Anzahl von Buchstaben bei der Lesung übersprungen und überprüft, ob sinnvolle Worte ermittelt werden können. Da in der Tora mit der Methode Begriffe gefunden werden konnten, wurde von Drosnin die Bezeichnung Bibelcode gewählt, um zu implizieren, dass diese Begriffe in den Text codiert wurden. Zur Visualisierung der Methode verwendete man Buchstabengitter, deren Zeilenbreite konstant ist und dem zuvor definierten Abstand der Buchstaben entspricht. Überträgt man mehrere gefundene Begriffe, können in der entstandenen Matrix senkrecht, waagerecht oder diagonal gelesene Worte, die zueinander in Beziehung stehen, abgelesen werden. Die Beobachtung, dass Worte zueinander in Beziehung stehen (z. B. der Name eines Rabbiners und sein Geburtsort), erschien dem Beobachter statistisch signifikant. Um auf die Robustheit des Textkorpus hinzuweisen, wird auf die Überlieferung der Toratexte verwiesen. Bis heute werden alle Torarollen von Hand geschrieben und unterliegen Überprüfungen gegen den masoretischen Text.

## Geschichte
Die Idee, im Text der Tora verborgene Bedeutungen zu suchen, ist Bestandteil der jüdischen Hermeneutik. Die Gematrie etwa gehört zu diesen Verfahren. So schrieb bereits im 13. Jahrhundert der kabbalistische Rabbiner Bachja Ben Ascher von Saragossa in Spanien, er habe in Intervallen von 42 Buchstaben in einem Abschnitt der Genesis ein Geheimnis entdeckt.
Gestützt auf diese Überlieferungen schrieb Rabbiner Chaim Michael Dov Weissmandl (gestorben 1957) den gesamten Text der Tora ohne Leer- und Satzzeichen in einem 10 mal 10 Gitter auf einzelne Kärtchen. Durch die Darstellung des Textes in Buchstabengittern fand er eine ganze Reihe von Wörtern. Er selbst veröffentlichte seine Ergebnisse nicht, erst seine Schüler publizierten die gefundenen Worte.

## Wissenschaftliche Untersuchungen

Beispiel einer Wortkonstellation zum 11. September, die von E. Rips (anhand von Stichworten aus Tageszeitungen) erstellt wurde

Ende der achtziger Jahre beschäftigte sich Daniel Michelson (University of California, Los Angeles) mit der ELS und fand noch mehr Wörter als Rabbiner Weissmandl. Um zu klären, ob diesem Phänomen eine Gesetzmäßigkeit zugrunde lag, begann man mit einer statistischen Auswertung und veröffentlichte die Ergebnisse in der Fachzeitschrift „Statistical Science“. Die von ihm, Yoav Rosenberg und Eliyahu Rips durchgeführten Experimente sollten den Nachweis signifikanter statistischer Abweichungen erbringen. Sie stellten eine Namensliste von 34 bekannten Rabbinern aus der Vergangenheit samt ihren Geburts- und Sterbedaten zusammen und prüften den Text der Genesis, sowie andere Texte auf diese Begriffe. Laut Witztum traten bei keinem anderen Text statistisch so signifikante Abweichungen auf, wie im Text der Genesis. Sie kamen zu dem Schluss:
„Unsere Schlussfolgerung lautet, dass die Entfernung von miteinander in Zusammenhang stehenden KBFs (konstante Buchstabenfolgen) in der Genesis (1.Buch Mose) nicht auf Zufall beruht.“
Später ermittelten die Wissenschaftler eine Reihe anderer Wortkonstellationen. 
Der US-amerikanische Journalist Michael Drosnin griff diesen Gedanken auf und durchsuchte den Text der gesamten Tora mittels eines Computerprogrammes nach weiteren Intervallworten. Die Ergebnisse veröffentlichte er 1997 in dem Buch Der Bibelcode. Bei seinen Untersuchungen habe er den Namen „Jitzchak Rabin“ gefunden, indem er den Toratext in Zeilen von je 4772 Buchstaben anordnete. Rabins Name kreuzte sich in dieser Anordnung (vertikal gelesen) mit dem Text von 5. Mose 4:42 (horizontal). Ihn übersetzte Drosnin mit: „Mörder, der morden wird“. In dieser Bibelstelle geht es tatsächlich um einen Totschläger, der unversehens und ohne Absicht tötete, und nicht um jemanden, der ein Attentat plant bzw. durchführt. Daraufhin behauptete er, der hebräische Originaltext der Bibel enthalte eine verborgene Ankündigung der Ermordung des israelischen Ministerpräsidenten Jitzchak Rabin im Jahr 1995. Drosnin schrieb weiter, er hätte vor dem Attentat vergeblich versucht, Jitzchak Rabin zu warnen. 
Später erschienen weitere Veröffentlichungen, in denen Drosnin weiterhin behauptete, dass der Tora ein verborgener Code eingeschrieben sei, der ihre göttliche Inspiration beweisen könnte. Außerdem seien allerlei weltgeschichtliche Ereignisse – vom Holocaust bis hin zum Krieg von Harmagedon – im Text der Tora versteckt.

## Kritik

### An Drosnins Methodik
Sowohl Witztum als auch Rips und Rosenberg haben sich nach dem Erscheinen des Buches von Drosnin distanziert, was dieser im Nachfolgeband (Bibelcode II) verschweigt. Rips betont ausdrücklich, dass er nie mit dem Journalisten „zusammengearbeitet“ habe. Drosnins Gegner unter den Bibelcode-Befürwortern sagen, ein Ergebnis von Drosnins Tätigkeit sei, dass die weitere ernsthafte Erforschung des realen statistischen Phänomens, das in dieser Art und Häufung ausschließlich in der von Rips benutzten Toraversion auftrete, wieder unter weitgehendem Ausschluss der Öffentlichkeit stattfinde.
Die gleichen Personen bezeichnen Drosnin als Sensationsjournalisten und meinen, er habe mit seinen oberflächlichen und auf Effekthascherei getrimmten „Entdeckungen“ der von ihm propagierten Forschung mehr Schaden zugefügt als ihr zu nutzen (eine genaue und verständliche Beschreibung der von Rips benutzten Verfahren ist bei einem der Weblinks unten zu finden). Drosnin wurde vorgeworfen, auf die von ihm verwendete Art sei jedes Ereignis zu prophezeien. Drosnin dagegen meinte, er werde sich überzeugen lassen, wenn es seinen Gegnern gelänge, auch in Moby Dick Hinweise auf einen Ministerpräsidenten und seine Ermordung zu finden.
Der Informatiker Brendan McKay von der Nationaluniversität Australiens untersuchte den englischen Text von Moby Dick mit Drosnins Methode. Er fand dabei „Ankündigungen“ der Ermordung von Indira Gandhi, Martin Luther King, John F. Kennedy, Abraham Lincoln und weiterer Personen – nicht zuletzt Jitzchak Rabin. McKays Vorwurf lautete, auf diese Weise finde man keine inspirierte verschlüsselte Botschaft, sondern eben die Daten, die man nach eigenem Ermessen vorab wählte.
Auf diesem Wege wurden Wortkonstellationen auch in anderen Schriftwerken gefunden (Moby Dick, Krieg und Frieden etc.). Kritiker, die aber dem mathematischen Verfahren von Doron Witztum, Eliyahu Rips und Yoav Rosenberg folgten, wurden zu Befürwortern der Aussage, dass dies kein Zufall sei.
Interessierte Forscher gingen sogar noch weiter und untersuchten auch kurze Texte. Eine willkürlich herausgegriffene, aktuelle Pressemitteilung der Firma Microsoft lieferte bei Untersuchung mit den vorhandenen Computerwerkzeugen innerhalb weniger Minuten Bezüge zum Zeitgeschehen, namentlich zum Prozess um O. J. Simpson und zum Boxkampf zwischen Mike Tyson und Evander Holyfield, bei dem letzterem ein Ohr teilweise abgebissen wurde. So fanden sich die Zeichen „ojdidit“ (O. J. hat es getan), „ear“ (Ohr) sowie der Name des verletzten Kontrahenten in sich überschneidenden oder zumindest nahestehenden Bereichen des Textkastens.

### Generelle Kritik
Die Kritiker führen an, dass durch die willkürlichen Spaltenbreiten des Schemas (in verschiedenen Konstellationen bis zu mehreren tausend Buchstaben, nur mittels Computer lösbar), gepaart mit der Tatsache, dass die hebräische Schrift nur Konsonanten, aber keine Vokale kennt, eine große Zahl von Treffern in Form von Wörtern mit hoher Wahrscheinlichkeit gegeben ist. Darüber hinaus sind in bestimmten Fällen bei der Wiedergabe nicht-hebräischer Wörter und Namen einige Buchstaben des Hebräischen phonetisch austauschbar, was die effektive Zahl von Buchstaben und deren Kombinationen erweitert. In Verbindung mit dem Zielscheibenfehler erhöht dies die Wahrscheinlichkeit von Treffern noch weiter.
Wie beim Geburtstagsparadoxon findet sich mit großer Wahrscheinlichkeit irgendeine Aussage im Text (beim Geburtstagsparadoxon: Geburtstag irgendwann im Jahr). Hingegen ist die Wahrscheinlichkeit gering, eine vorher festgelegte Aussage zu entschlüsseln, beispielsweise Klimaerwärmung um 2 Grad bis 2100 (bzw. Geburtstag am 12. Mai). Auch gibt es keine Möglichkeit, den Klartext zu verifizieren. Zu jedem Klartext lässt sich ein Schlüssel finden, der den Geheimtext entsprechend übersetzt, genau wie bei der One-Time-Pad-Verschlüsselung, die für jeden Schlüssel einen mehr oder weniger sinnvollen Klartext liefert.
Auch die Behauptung, codierte Botschaften seien absichtlich im hebräischen Urtext verborgen worden, ist hinfällig. Drosnins Aussage, nach der „alle heute in der hebräischen Originalsprache vorhandenen Bibeln Buchstabe für Buchstabe identisch sind“, ist falsch. Es ist zwar erstaunlich, dass der Bibeltext über Jahrtausende bewahrt wurde, ohne dass gravierende Unterschiede bestehen, jedoch sind die einzelnen erhaltenen Handschriften nicht Buchstabe für Buchstabe identisch.
Die älteste vollständige hebräische Handschrift ist der Codex Leningradensis. Er wurde um 1000 n. Chr. angefertigt und ist Basis der meisten heutigen hebräischen Bibelübersetzungen. Rips und Drosnin benutzten jedoch den Text der Tora-Ausgabe des Koren Verlages. Der Codex Leningradensis weicht von der Koren-Ausgabe ab – allein im 5. Buch Mose um 41 Buchstaben. Die Schriftrollen vom Toten Meer enthalten Bibeltexte, die vor über 2000 Jahren abgeschrieben wurden. Nicht deren sinngemäße Aussage, jedoch die Anordnung der Buchstaben weicht vom Codex Leningradensis noch weitgehender ab. In manchen Buchrollen wurden häufig Buchstaben hinzugefügt, um Vokale anzuzeigen, da Vokalpunkte damals noch nicht geschrieben wurden. Ein einziger geänderter Buchstabe würde die Buchstabenfolge samt der entstehenden Aussage fundamental ändern, so sie denn vorhanden wäre.
Die Theorie eines Bibelcodes wurde aus mathematischer Perspektive gründlich durch eine Arbeit des US-amerikanischen Mathematikers Persi Diaconis widerlegt. Das gelte gleichermaßen für die von den Kritikern wie McKay verwandten Werke. Die in Moby Dick gefundenen Zusammenhänge seien ein Ergebnis gezielter Suche danach und entsprechend gestalteter Sequenzierung des Textes. McKay und andere Kritiker bedienten sich somit der gleichen Beliebigkeit und Unwissenschaftlichkeit, die sie Drosnin zu Recht vorwürfen. Dies ergäbe Sinn, da sie ja zeigen wollten, dass man mit Drosnins Methoden auch bei anderen Texten fündig wird. McKay sagt allerdings, dass auch Witztum von vornherein mit diesen Methoden gearbeitet hatte: „Jeder einzelne unserer Tricks war aus Witztums Arbeit kopiert.“

## Adaption
- Der spanische Regisseur Álex de la Iglesia veröffentlichte 1995 die Filmkomödie El día de la bestia. Hierin findet der Bibelforscher und Priester Ángel Berriatúa (dargestellt von Álex Angulo) nach 25 Jahren Forschung an der Johannesapokalypse einen Zahlencode, der die Geburt des Antichristen ankündigt: Den 25. Dezember 1995 in Madrid. Pater Ángel macht sich auf den Weg, um den Weltuntergang zu verhindern, und begegnet Heavy-Metal-Fans, Neo-Faschisten und Fernseh-Astrologen.
- Pi (1998), Science-Fiction-Thriller, Regie: Darren Aronofsky
- Der Bibelcode (2008), Mystery-Thriller, Regie: Christoph Schrewe